# Vladimír Boudník
Vladimír Boudník (ur. 17 marca 1924 w Pradze, zm. 5 grudnia 1968 tamże) – czeski grafik i malarz, przedstawiciel aktywnej i strukturalnej grafiki, jeden z twórców ruchu eksplozjonistycznego (po czesku: explosionalismus).
W czasie II wojny światowej został wywieziony do Niemiec jako robotnik przymusowy. Po wojnie ukończył grafikę na Akademii Sztuk Pięknych. Po studiach podjął pracę w zakładach metalowych w Kladnie (gdzie poznał się z Bohumilem Hrabalem). Od roku 1952 pracował jako robotnik w zakładach ČKD Vysočany (dzielnica Pragi). Praca stała się inspiracją dla jego aktywnych grafik, które tworzył z materiałów przemysłowych i odpadów (wióry metalowe, opiłki, skrawki itp.).
Vladimír Boudník był przyjacielem i jednocześnie bohaterem wielu opowiadań Bohumila Hrabala (Czuły barbarzyńca, Piękna rupieciarnia, Dandys w drelichu), entuzjastą życia i praskich knajp.